# Hotel Atlantic
Koordinaten: 53° 33′ 26″ N, 10° 0′ 17″ O
Das Hotel Atlantic in Hamburg wurde im Jahr 1909 als Grand Hotel für die Passagiere der Hamburg-Amerika Linie eröffnet. 
Das Hotelgebäude steht seit dem 4. Oktober 2010 unter Denkmalschutz, sein Eigentümer ist seit 2014 die Dr. Broermann Hotels & Residences GmbH.

## Beschreibung
Das 5-Sterne-Luxushotel liegt direkt an Hamburgs Außenalster, rund 400 Meter vom Hauptbahnhof entfernt. Es gibt 221 Zimmer und Suiten, Pool, Sauna und Fitnesseinrichtungen sowie eine Tiefgarage. Das Haus hat 13 Veranstaltungsräume, die Platz für bis zu 1200 Gäste bieten. Mehrere regelmäßige Veranstaltungen im Jahr finden hier statt, zum Beispiel der Hamburger Presseball und der Ball über den Wolken, der seit 1950 in den Festsälen des Atlantic gefeiert wird.
Prominenter Bewohner des „weißen Schlosses an der Alster“ ist seit den 1990er Jahren der Musiker und Maler Udo Lindenberg. Eine Galerie im Hotel ist geschmückt mit so genannten „Likörellen“ Lindenbergs.
Der Gründerzeitbau beherbergte von jeher illustre Gäste aus aller Welt, darunter waren der Schah von Persien, Charles de Gaulle, Josephine Baker, Gina Lollobrigida, Tom Cruise oder auch Michael Jackson.
Bis 2008 als Fünf-Sterne-Premium-Hotel klassifiziert, besaß das Atlantic vorübergehend keine Einstufung. 2009 erfolgte wegen „mangelnde[r] Qualitätsstandards“ des Hauses der Ausschluss beim Marketingverband The Leading Hotels of the World. Nach umfassenden Renovierungsmaßnahmen erhielt das Hotel 2011 wieder die höchste Bewertungskategorie Fünf Sterne Superior.
Die Fassade wurde 2008 saniert, eine Generalrestaurierung begann Anfang 2010. In den darauf folgenden 12 bis 14 Monaten wurde als Teil eines Gesamtinvestments für rund 25 Millionen Euro ein Großteil der Zimmer und Suiten im Haupthaus renoviert und neu gestaltet. Die Restaurierung fand in zwei separaten Phasen getrennt vom Hotelbetrieb statt. Die ersten 140 restaurierten Zimmer und Suiten wurden ab Mai 2011 zur Verfügung gestellt.
Ein Detail der Inneneinrichtung weist auf das Deutsch-Britische Flottenwettrüsten zur Bauzeit hin: Auf einem blauen Teppich im Treppenhaus sind die Umrisse des Kontinents zu erkennen, aber die von Großbritannien fehlen.

## Restaurants
Im Hotel Atlantic befinden sich das Atlantic Restaurant und das Lifestyle-Restaurant Atlantic Grill and Health. Klassiker auf der Speisekarte seit Jahrzehnten sind die „Atlantic-Hummersuppe“ und die „Nordsee-Seezunge“. Im März 2024 wurde das Atlantic Restaurant unter Küchenchef Alexander Mayer mit einem Michelin-Stern ausgezeichnet.
Der großzügige Innenhof Atlantic Atrium mit seinem imposanten Jugendstil-Brunnen und weißer ilonischer Säulenarchitektur wird jeden Sommer zum Open-Air-Restaurant des Hotels.
Zudem gibt es noch eine Bar & Smokers Lounge sowie das Frühstücksrestaurant Alstersalon und die Grand Lobby.

## Geschichte

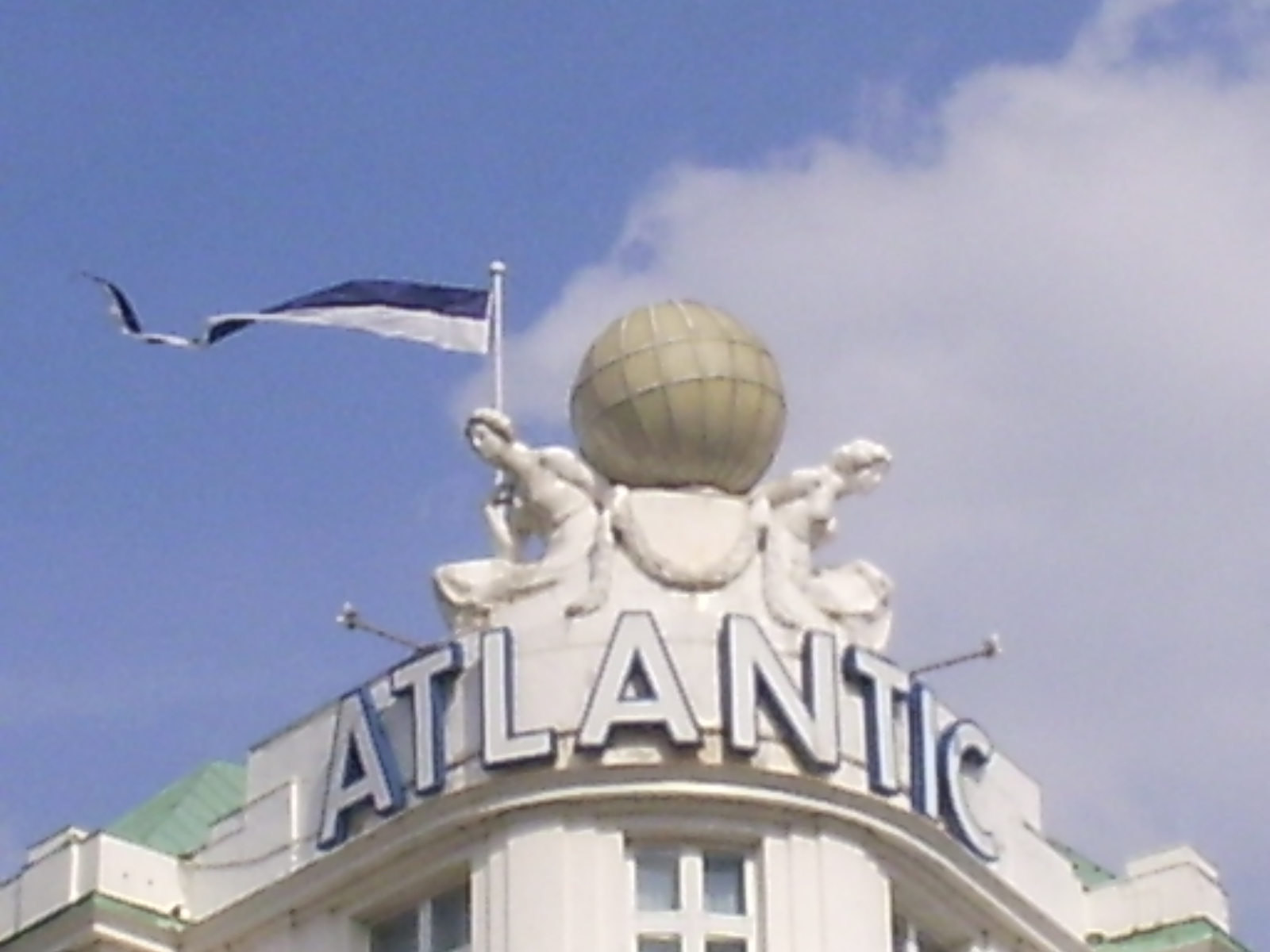
Die weithin sichtbare Weltkugel am Hotel Atlantic

Das Haus wurde nach Plänen des Bremer Architekturbüros von Friedrich Wellermann und Paul Frölich errichtet und nach zweijähriger Bauzeit am 2. Mai 1909 eröffnet. Der Reeder Albert Ballin war an der Gründung des Hotels beteiligt, um dort eine adäquate Unterbringung für die 1.-Klasse-Passagiere der HAPAG zu schaffen.
Der erste Restaurantdirektor war der damals bekannte Koch Franz Pfordte, der zusammen mit seinem ersten Küchenchef, Alfred Walterspiel, für die Kochkunst in dem Hotel an der Alster sorgte. Um die Bedeutung der Küche hervorzuheben, erhielt das Hotel den Namen Atlantic–Pfordte, der auf einem Dachgitter oberhalb der Fassade in riesigen Buchstaben angebracht wurde.
Zwischen 1945 und 1950 diente das Hotel der britischen Besatzungsmacht als Unterkunft für Offiziere.

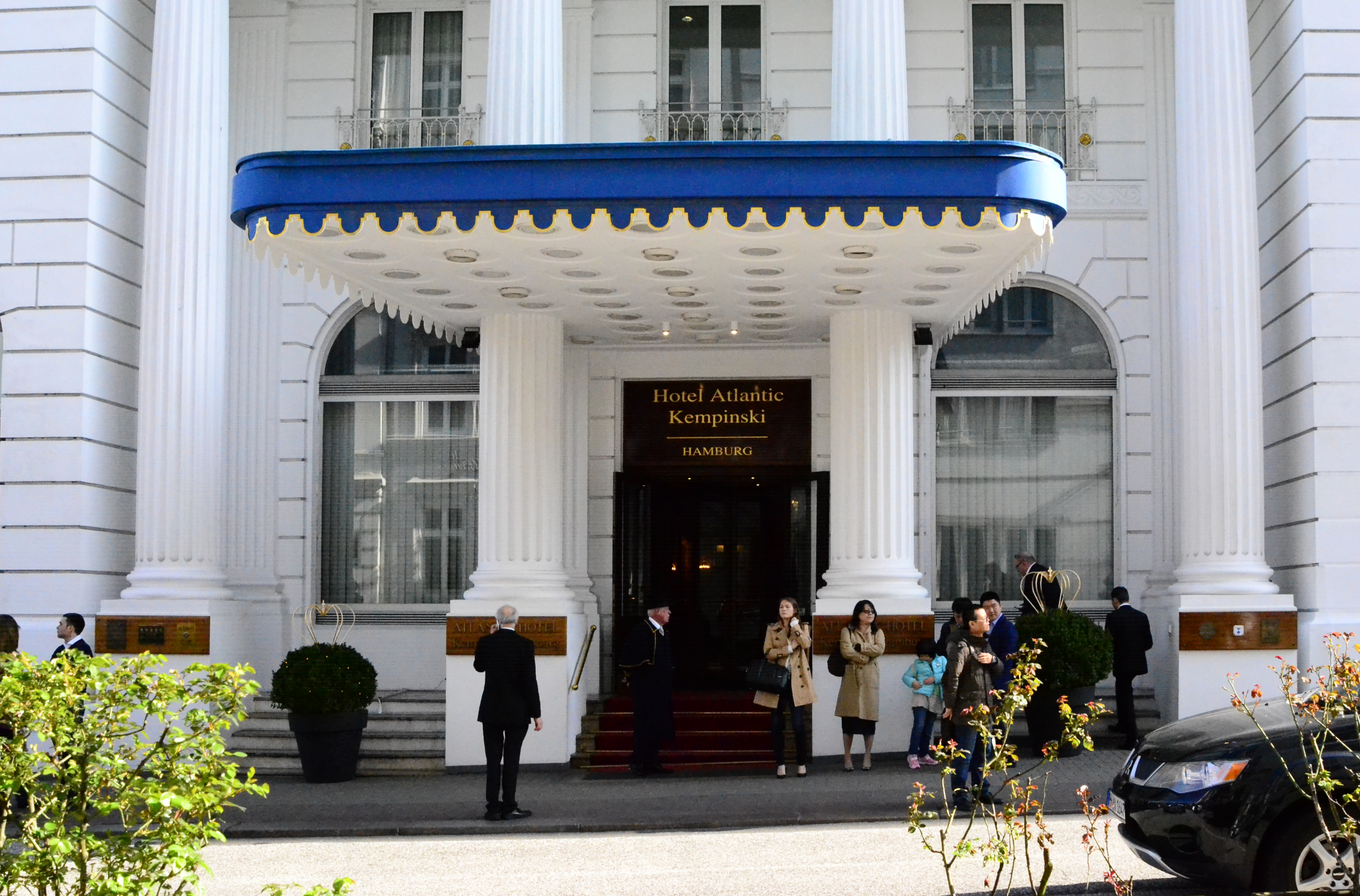
Eingang des Hotels Atlantic

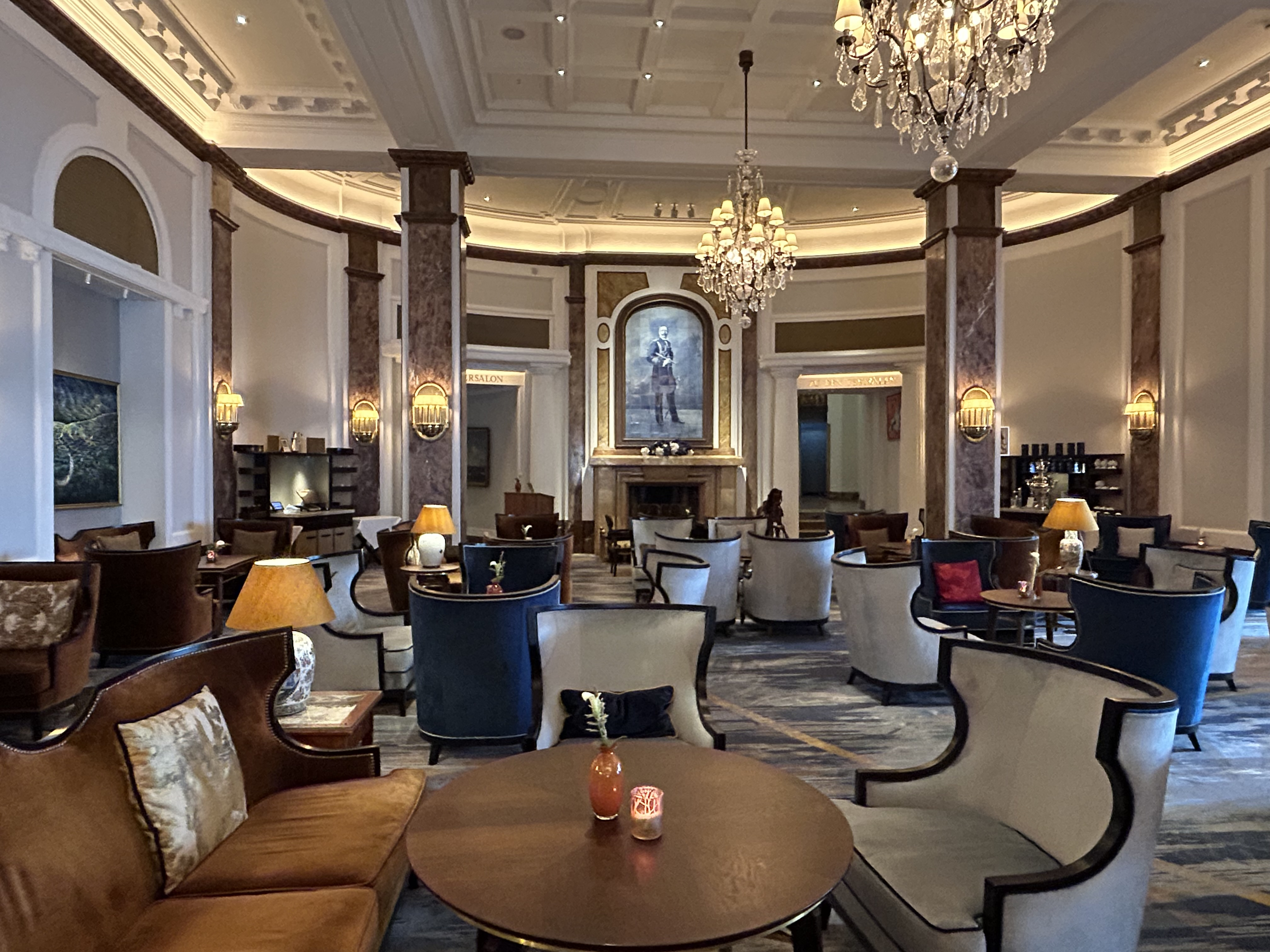
Lobby im Hotel Atlantic

Von 1957 bis 2020 wurde das Hotel Atlantic von Kempinski betrieben. Geschäftsführer der Atlantic Hotel GmbH in Hamburg war ab 1968 der Hotelier Karl-Theodor Walterspiel (1933–2000), der Neffe von Alfred Walterspiel, der auch Vorstandsmitglied der Kempinski AG in Berlin war.
Das Hotel Atlantic ist immer wieder Schauplatz in Romanen und Drehort nationaler und internationaler Filmprojekte. 1997 fand im Hotel ein Teil der Dreharbeiten zum James-Bond-Film Der Morgen stirbt nie mit Pierce Brosnan statt. 2004 wurde mit dem PrivateMax das erste Privatkino in einem deutschen Grandhotel eröffnet.
Seit Ende 2012 präsentieren sich die restaurierten Zimmer und Suiten in vier verschiedenen Stilrichtungen.
Bis Ende 2014 gehörte das Haus der Octavian Hotel Holding GmbH. Diese wiederum ist Teil der Octavian King Holdings mit Sitz in Rotterdam. Die Gesellschaft beschäftigt sich mit dem Besitz mehrerer Kempinski-Hotels in Deutschland. An der Gesellschaft waren beziehungsweise sind der Immobilien-Milliardär Dieter Bock und der ehemalige Metro-Vorstand Erwin Conradi beteiligt. Dieter Bock erstickte 2010 im Hotel Atlantic beim Abendessen.
Seit Ende 2014 gehört das Hotel der Broermann Health & Heritage Hotels GmbH, gegründet von Bernard große Broermann.
Im September 2020 wurde eine drei Jahre andauernde Renovierung des Hotels abgeschlossen. Dabei wurden unter anderem die Festsäle, die Atlantic Bar, das Atlantic Restaurant, das Frühstücksrestaurant Alstersalon sowie die Lobby und Rezeption neu gestaltet. Mit dem Atlantic Grill and Health wurde im Frühjahr 2019 ein neues Restaurant eröffnet, um das gastronomische Angebot zu erweitern. Auch die Außenfassade und der Innenhof (Atlantic Atrium) wurden aufwändig restauriert.
Seit Anfang 2021 betreibt die Autograph Collection von Marriott International das Atlantic.
Anfang 2025 wurden Gebäudeteile aus den 1960er-Jahren an der Straße Alstertwiete abgerissen, dort waren einst Mitarbeiterwohnungen untergebracht. Auf dem rund 3.330 Quadratmeter großen Grundstück soll ein neues Hotel mit sechs Geschossen, 125 Zimmern und 20 Wohnungen entstehen. Außerdem ist ein luxuriöser Wellnessbereich auf 1500 Quadratmetern geplant, der direkt mit dem „Atlantic“ verbunden wird. Dieser soll nicht nur den Hotelgästen, sondern auch der Öffentlichkeit zur Verfügung stehen. Geplant sind ein Innen- und Außenpool, eine Saunalandschaft, ein Fitness-Bereich und eine Terrasse. Mitte 2027 sollen die Arbeiten abgeschlossen sein.

## Nautische Ausstellung
Die nautische Ausstellung im Hotel Atlantic ist permanent auf den weitläufigen Fluren zu den Zimmern und Suiten installiert, verteilt auf 76 Glasvitrinen in allen vier Etagen. Nautische Exponate, die den Bezug der Hansestadt und des Hotels widerspiegeln, zeigen das maritime Erbe des Orts auf und die Geschichte der Seefahrt.
Wegen der neuen Sicherheitstechnik im Hotel Atlantic ist die Nautische Ausstellung seit 2022 nur noch für die Hausgäste uneingeschränkt zugänglich. Nach Voranmeldung können aber auch externe Gäste die Ausstellung mit einem Hotelmitarbeiter besuchen.

## Trivia
Einmal im Jahr organisiert das Hotel Atlantic Hamburg mit seinen Gästen eine Segel-Regatta auf der Alster.